# Acrocercops sarcocrossa
Acrocercops sarcocrossa är en fjärilsart som beskrevs av Edward Meyrick 1924. Acrocercops sarcocrossa ingår i släktet Acrocercops och familjen styltmalar.
Artens utbredningsområde är Fiji. Inga underarter finns listade i Catalogue of Life.